# 타이컨더로가 요새 점령
타이컨더로가 요새 점령(영어: Capture of Fort Ticonderoga)은 미국 독립 전쟁 중 1775년 5월 10일에 일어났는데, 이선 앨런과 베네딕트 아널드 대령이 이끄는 소수의 그린 마운틴 보이스가 요새의 작은 영국 수비대를 기습하여 점령했다. 타이컨더로가 요새의 대포와 다른 무기들은 후에 헨리 녹스 대령에 의해 포술 훈련병들에 의해 보스턴으로 운반되어 도체스터 고지를 요새화하고 보스턴 포위전의 교착 상태를 깨는 데 사용되었다.
요새의 점령은 영국에 대한 미국의 공세적 행동의 시작을 알렸다. 타이컨더로가를 점령한 후, 소규모 분견대가 5월 11일 인근 크라운 포인트 요새를 점령했다. 7일 후, 아널드와 50명의 병사들이 남부 퀘벡 식민지 (1763년–1791년)의 리슐리외강에 있는 생장 요새를 습격하여 군수품, 대포, 그리고 섐플레인호에서 가장 큰 군함을 탈취했다.
이 군사 작전의 범위는 비교적 작았지만, 전략적으로 중요한 의미를 가졌다. 이는 영국군의 북부 및 남부 부대 간 통신을 방해했고, 신생 대륙육군에 1775년 후반 퀘벡 침공을 위한 준비 기지를 제공했다. 또한 앨런과 아널드라는 두 명의 전설적인 인물이 이 사건으로 가능한 한 많은 공로와 영예를 얻으려 했다. 가장 중요한 점은 헨리 녹스가 이끄는 노력으로 타이컨더로가의 포병대가 매사추세츠를 가로질러 보스턴항을 지휘하는 고지로 끌려가 영국군이 그 도시에서 철수하게 만들었다는 것이다.

## 배경
1775년에 타이컨더로가 요새의 위치는 프렌치 인디언 전쟁 때 프랑스군이 1758년 카리용 전투에서 훨씬 더 큰 영국군에 맞서 유명하게 방어했고, 영국군이 1759년 에 점령했을 때만큼 전략적으로 중요해 보이지 않았다. 프랑스군이 북미 영토를 영국에 할양한 1763년 파리 조약 이후, 요새는 두 강대국 사이의 주요 수로를 지키는 변경 지대가 아니었다. 프랑스군이 요새를 포기할 때 요새의 화약고를 폭파시켰고, 그 이후로 더욱 황폐해졌다. 1775년에는 단지 제26보병연대의 소규모 분견대, 즉 2명의 장교와 46명의 병사로만 주둔하고 있었는데, 그들 중 많은 수가 "불구자" (장애나 질병 때문에 제한된 임무를 수행하는 병사들)였다. 25명의 여성과 어린이들도 그곳에 살고 있었다. 이전의 중요성 때문에 타이컨더로가 요새는 여전히 "대륙의 관문" 또는 "아메리카의 지브롤터"로서 높은 명성을 가지고 있었지만, 1775년에는 역사가 크리스토퍼 워드의 말처럼 "요새라기보다는 벽촌 마을에 가까웠다."
미국 독립 전쟁에서 총격전이 시작되기 전에도 미국 애국파들은 타이컨더로가 요새에 대해 우려했다. 요새는 여러 가지 이유로 귀중한 자산이었다. 요새 안에는 대포, 곡사포, 박격포를 포함한 중포들이 있었는데, 미국인들에게는 부족한 무기였다. 요새는 13개 식민지와 영국이 통제하는 북부 주 사이의 전략적으로 중요한 길인 섐플레인호 기슭에 위치해 있었다. 그곳에 배치된 영국군은 보스턴의 식민지군을 후방 공격에 노출시킬 수 있었다. 1775년 4월 19일 렉싱턴 콩코드 전투로 전쟁이 시작된 후, 영국군 토머스 게이지 장군은 요새가 요새화되어야 한다는 것을 깨달았고, 몇몇 식민지 주민들은 요새를 점령할 생각을 했다.
렉싱턴과 콩코드 전투 이후 포위된 보스턴에서 편지를 쓴 게이지는 퀘벡 식민지 (1763년–1791년)의 총독인 가이 칼튼 장군에게 타이컨더로가와 크라운 포인트 요새를 복구하고 재요새화하라고 지시했다. 칼튼은 이 편지를 5월 19일에야 받았는데, 요새가 이미 점령된 후였다.
베네딕트 아널드는 요새 주변 지역을 자주 여행했으며, 요새의 상태, 병력, 무기에 대해 잘 알고 있었다. 4월 19일 사건 소식을 듣고 보스턴으로 가는 도중, 그는 사일러스 딘의 민병대원들에게 요새와 그 상태에 대해 언급했다. 코네티컷 통신위원회는 이 정보를 바탕으로 행동했다. 지방 금고에서 돈을 "빌려" 북서부 코네티컷, 서부 매사추세츠, 그리고 뉴햄프셔 그랜츠 (현재 버몬트주)로 모집관을 보내 요새 공격을 위한 자원병을 모집했다.
보스턴 지역의 혁명 위원회와 몬트리올의 애국파 지지자들 사이에서 서신을 전달했던 피츠필드의 존 브라운은 요새와 그 전략적 가치를 잘 알고 있었다. 분쟁 중인 뉴햄프셔 그랜츠 지역의 이선 앨런과 다른 애국파들도 요새의 가치를 인정했는데, 이는 뉴욕과 뉴햄프셔 간의 그 지역 분쟁에서 요새가 역할을 했기 때문이다. 코네티컷 식민지의 모집 노력 이전에 이들이 행동을 취했는지 또는 선동했는지는 불분명하다. 브라운은 3월에 매사추세츠 안전위원회에 "국왕의 군대가 적대 행위를 할 경우 타이컨더로가는 가능한 한 빨리 점령되어야 한다"는 자신의 의견을 통보했다.
아널드가 보스턴 외곽에 도착했을 때, 그는 매사추세츠 안전위원회에 가볍게 방어된 요새의 대포와 다른 군사 장비에 대해 알렸다. 5월 3일, 위원회는 아널드에게 대령 직위를 부여하고, 요새를 점령하는 "비밀 임무"를 지휘할 권한을 주었다. 그는 100파운드, 약간의 화약, 탄약, 말들을 지급받았고, 최대 400명의 병사를 모집하여 요새로 진격하고 유용하다고 생각되는 모든 것을 매사추세츠로 다시 운송하라는 지시를 받았다.

## 식민지군 집결

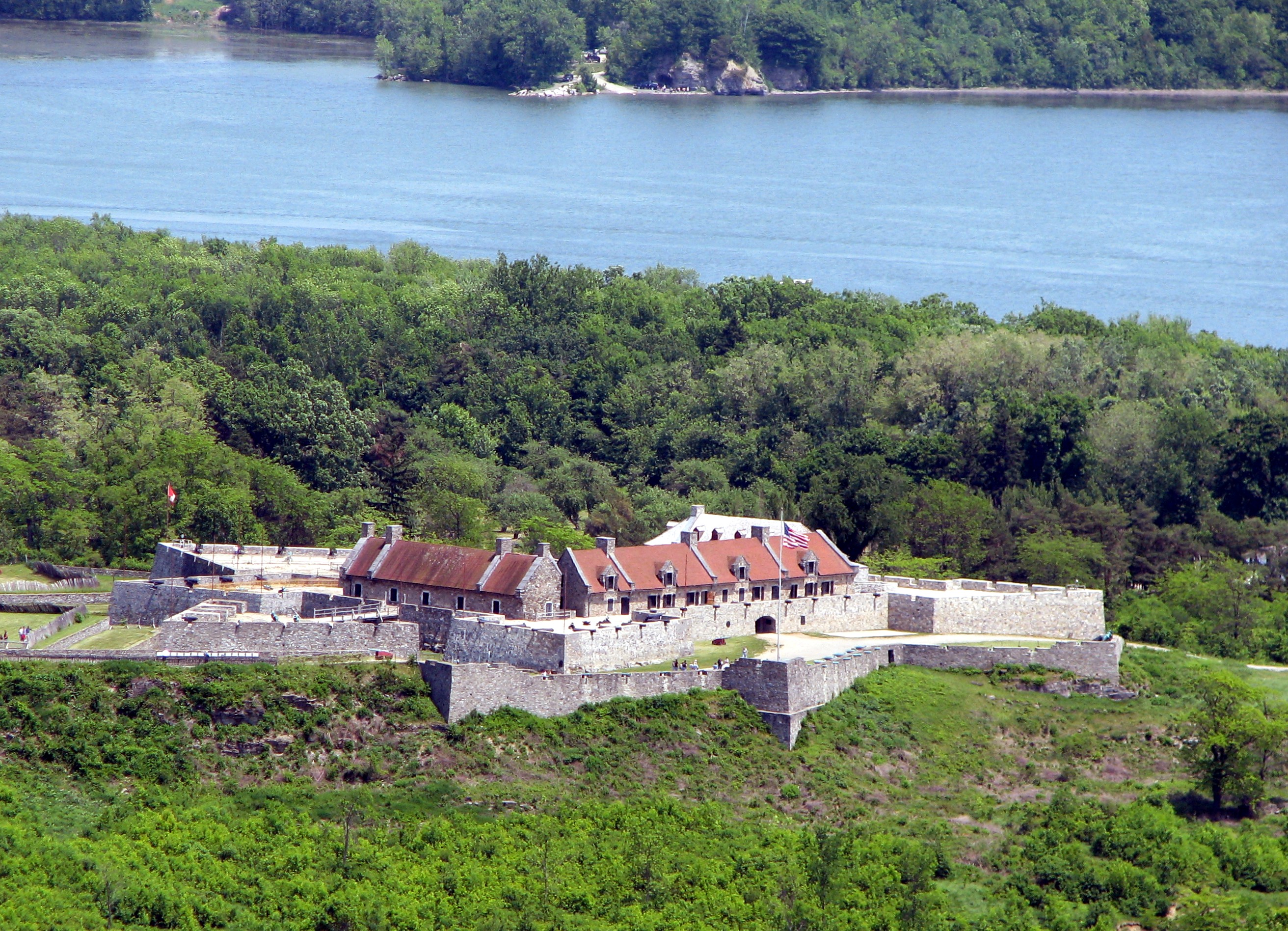
디파이언스 산에서 본 타이컨더로가 요새

아놀드는 지시를 받자마자 즉시 출발했다. 그는 엘리저 오스왈드와 조나단 브라운 두 대위와 동행했는데, 이들은 필요한 병력을 모집하는 임무를 맡았다. 아놀드는 5월 6일에 매사추세츠와 그랜츠의 국경에 도달했고, 그곳에서 코네티컷 위원회의 모집 노력과 이선 앨런과 그린 마운틴 보이스가 이미 북쪽으로 가고 있다는 것을 알게 되었다. 격렬하게 북쪽으로 말을 타고 (그의 말은 나중에 죽었다), 그는 다음 날 베닝턴의 앨런 본부에 도착했다. 도착하자마자 아놀드는 앨런이 북쪽으로 50 마일 (80 km) 떨어진 캐슬턴에 보급품과 병력을 기다리고 있다는 말을 들었다. 그는 또한 앨런의 노력이 공식적인 승인을 받지는 않았지만, 그의 병사들이 다른 사람 밑에서 복무할 가능성은 낮다는 경고를 받았다. 다음 날 일찍 출발하여, 아놀드는 캐슬턴에 도착하여 전쟁 위원회에 합류했고, 그곳에서 매사추세츠 위원회로부터 공식적인 행동 권한을 근거로 원정대를 이끌도록 주장했다.
앨런이 캐슬턴에 집결시킨 병력은 약 100명의 그린 마운틴 보이즈, 제임스 이스턴과 존 브라운이 피츠필드에서 모집한 약 40명의 병력, 그리고 코네티컷에서 추가로 20명의 병력을 포함했다. 앨런은 대령으로 선출되었고, 이스턴과 세스 워너가 그의 부관이 되었다. 아놀드가 현장에 도착했을 때, 사무엘 헤릭은 이미 스케네스보로로, 아사 더글러스는 팬튼으로 분견대를 이끌고 배를 확보하기 위해 파견되었다. "타이컨더로가 및 크라운 포인트 원정 전쟁 위원회"의 일원이었던 노아 펠프스 대위는 면도하러 온 행상인으로 위장하여 요새를 정찰했다. 그는 요새 벽이 노후화되었고, 수비대장으로부터 병사들의 화약이 젖었으며, 언제든 증원군이 올 것을 예상하고 있다는 사실을 알게 되었다. 그는 이 정보를 앨런에게 보고했고, 이에 따라 그들은 새벽 기습 작전을 계획했다.
그린 마운틴 보이스 중 많은 이들이 아놀드가 지휘하려는 것에 반대하며, 이선 앨런 외에 다른 누구 밑에서도 복무하지 않고 집으로 돌아가겠다고 주장했다. 아놀드와 앨런은 합의에 도달했지만, 그 합의에 대한 문서화된 증거는 존재하지 않는다. 아놀드에 따르면, 그는 작전의 공동 지휘권을 부여받았다. 일부 역사학자들은 아놀드의 주장을 지지하는 반면, 다른 이들은 그가 단지 앨런 옆에서 행진할 권리만을 부여받았다고 주장한다.

## 요새 점령

그린 마운틴 보이스의 깃발

5월 9일 밤 11시 30분까지 병사들은 핸드스 코브(현재의 쇼어햄)에 집결하여 타이컨더로가로 호수를 건널 준비를 마쳤다. 배는 새벽 1시 30분까지 도착하지 않았고, 전체 병력을 수송하기에는 부족했다. 그린 마운틴 보이스 83명이 아놀드와 앨런과 함께 첫 번째로 건너갔고, 아사 더글러스 소령이 나머지를 데리러 돌아갔다. 새벽이 다가오자 앨런과 아놀드는 기습 요소를 잃을까 봐 두려워하여, 현재 있는 병력으로 공격하기로 결정했다. 남문에서 근무 중이던 유일한 보초는 머스킷이 오발되자마자 도주했고, 미국군은 요새로 돌진했다. 애국파들은 총을 겨누어 잠자던 소수의 병사들을 깨우고 그들의 무기를 압수하기 시작했다. 앨런, 아놀드, 그리고 몇몇 다른 병사들은 장교 숙소로 향하는 계단을 뛰어 올라갔다. 윌리엄 델라플레이스 대위의 조수였던 조셀린 펠텀 중위는 소음에 잠에서 깨어 대위를 깨우라고 불렀다. 시간을 벌기 위해 펠텀은 요새가 어떤 권한으로 침입되었는지 물었다. 나중에 델라플레이스 대위에게 말했다고 주장한 앨런은 "위대한 여호와와 대륙회의의 이름으로!"라고 대답했다. 델라플레이스는 마침내 자신의 방에서 (완전히 옷을 입고, 앨런이 나중에 말했듯이 "바지를 손에 든 채"가 아니라) 나타나 자신의 칼을 항복시켰다.
전투에서 사망자는 없었다. 유일한 부상자는 미국인 기드온 워렌 한 명이었는데, 그는 보초의 총검에 약간 부상을 입었다. 결국, 400명에 달하는 병사들이 요새에 도착했고, 그들은 술과 다른 비품들을 약탈했다. 그린 마운틴 보이즈에게 권한을 인정받지 못한 아놀드는 약탈을 막을 수 없었다. 좌절한 그는 자신이 모집한 병력을 기다리기 위해 대위 숙소로 물러났고, 매사추세츠 주 의회에 앨런과 그의 부하들이 요새에서 "변덕과 방종으로 통치하고 있으며", 요새를 벗겨내고 무기를 보스턴으로 보내는 계획이 위험에 처해 있다고 보고했다. 델라플레이스가 자신의 개인 주류 창고 압수에 항의하자, 앨런은 그에게 창고에 대한 영수증을 발행했고, 델라플레이스는 나중에 코네티컷에 대금 청구를 제출했다. 아놀드와 앨런 및 그의 제멋대로인 부하들 사이의 분쟁은 너무 심각해서 앨런의 일부 부하들이 무기를 꺼내는 때도 있었다.
5월 12일, 앨런은 코네티컷 주지사 조너선 트럼불에게 죄수들을 보내며 "조지 3세의 정규군 소령 한 명, 대위 한 명, 중위 두 명을 선물합니다."라는 쪽지를 보냈다. 아놀드는 다음 며칠 동안 타이컨더로가와 크라운 포인트의 군사 장비를 목록화하는 데 바빴는데, 일부 무기에 벽이 무너져 내리는 바람에 작업이 어려웠다.

## 크라운 포인트와 생장 요새 습격

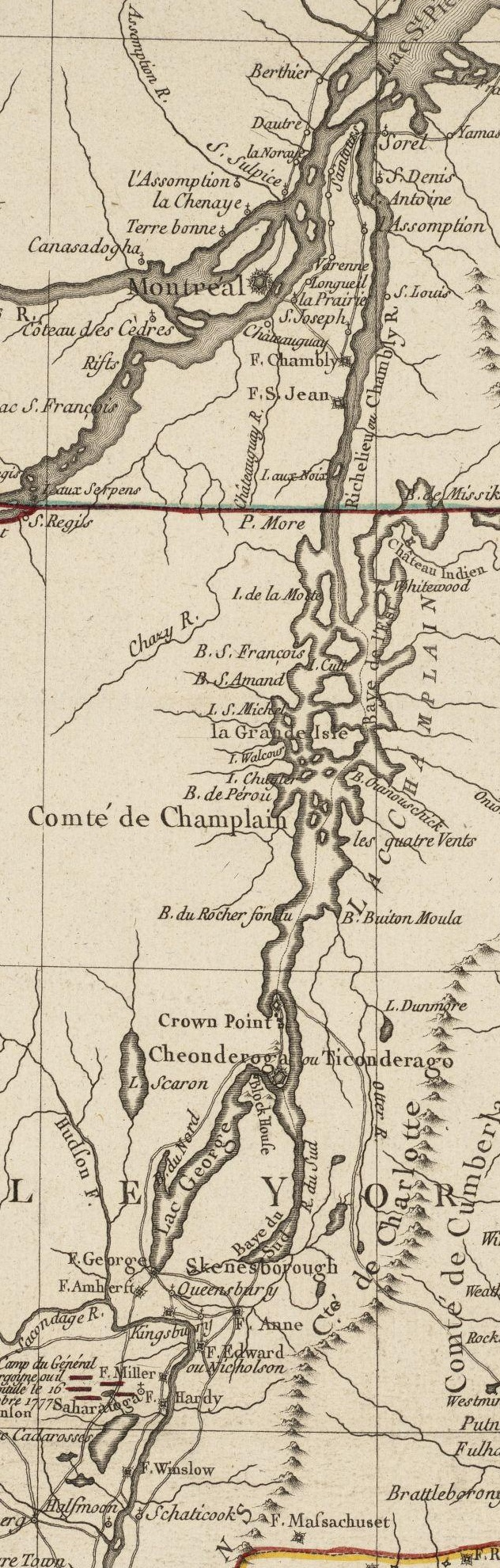
섐플레인 계곡과 네 요새를 보여주는 1777년 지도

세스 워너는 분견대를 배로 호수 위로 올려보내 9명의 병사만 주둔하던 인근 크라운 포인트 요새를 점령했다. 이 점령은 5월 10일에 일어난 것으로 널리 기록되어 있는데, 이는 아놀드가 5월 11일 매사추세츠 안전위원회에 크라운 포인트로 항해하려는 시도가 역풍으로 좌절되었다고 주장하는 편지에서 비롯된 것이다. 그러나 워너는 5월 12일 "크라운 포인트 본부"에서 보낸 편지에서 전날 "이 수비대를 점령했다"고 주장했다. 5월 10일에 실패한 후, 다음 날 재시도하여 성공했을 가능성이 높으며, 이는 워너의 회고록에도 보고되어 있다. 또한 조지호에 있는 조지 요새를 점령하기 위해 소규모 병력이 파견되었는데, 이곳은 단 두 명의 병사만 지키고 있었다.
아놀드 휘하의 대위들이 모집한 병력들이 도착하기 시작했는데, 일부는 필립 스킨의 스쿠너 캐서린과 스케네스보로에서 여러 바토를 압수하고 나서 도착했다. 아놀드는 그 스쿠너를 리버티로 개명했다. 포로들은 섐플레인호에 있던 유일한 영국 군함이 호수 북쪽의 리슐리외강에 있는 생장 요새에 있다고 보고했다. 아놀드는 타이컨더로가 점령 소식이 생장에 도달했는지 불확실했기 때문에, 배를 점령하기 위한 습격을 시도하기로 결정했다. 그는 리버티에 총을 장착하고, 5월 14일에 50명의 병사들과 함께 북쪽으로 항해했다. 앨런은 아놀드가 그 점령의 모든 영광을 독차지하는 것을 원치 않았기 때문에, 일부 병사들을 바토에 태우고 뒤따라왔지만, 아놀드의 작은 함대는 항해의 이점을 가지고 앨런의 배들로부터 멀어졌다. 5월 17일까지 아놀드의 작은 함대는 호수 북쪽 끝에 있었다. 정보를 얻기 위해 아놀드는 한 사람을 생장 요새의 상황을 정찰하도록 보냈다. 정찰병은 그날 늦게 돌아와 영국군이 타이컨더로가와 크라운 포인트의 함락을 알고 있으며, 병력들이 생장으로 이동하는 중이라고 보고했다. 아놀드는 즉시 행동하기로 결정했다.
밤새 노를 저어 아놀드와 그의 병사 35명은 바토를 요새 근처로 가져왔다. 짧은 정찰 후, 그들은 요새의 작은 수비대를 기습하여 그곳의 보급품과 70톤 슬루프형 포함인 HMS 로열 조지를 탈취했다. 샹블리에서 여러 부대가 오고 있다는 포로들의 경고를 듣고, 그들은 더 귀중한 보급품과 대포를 조지 호에 실었는데, 아놀드는 이 배를 엔터프라이즈로 개명했다. 그들이 가져갈 수 없는 배들은 침몰시켰고, 확장된 함대는 섐플레인호로 돌아왔다. 이 활동은 요새 근처에 살던 은퇴한 영국 장교 모세스 헤이즌에 의해 관찰되었다. 헤이즌은 몬트리올로 가서 현지 군 사령관에게 이 행동을 보고한 후 퀘벡 시로 계속 가서 5월 20일 칼튼 장군에게 소식을 전했다. 메이저 찰스 프레스턴과 140명의 병력은 헤이즌의 경고에 대한 응답으로 즉시 몬트리올에서 생장으로 파견되었다.
호수에서 15마일 떨어진 곳에서 아놀드의 함대는 여전히 북쪽으로 향하고 있던 앨런의 함대를 만났다. 축포를 교환한 후, 아놀드는 앨런의 병사들에게 식량을 제공하기 위해 자신의 보급품을 열었는데, 앨런의 병사들은 아무것도 없이 개방형 보트로 100 마일 (160 km)를 노 저어왔다. 앨런은 생장 요새를 점령하고 유지할 수 있다고 믿고 북쪽으로 계속 나아갔고, 아놀드는 남쪽으로 항해했다. 앨런은 5월 19일 생장에 도착했는데, 그곳에서 동정적인 몬트리올 상인이 말을 타고 그 군대보다 앞서 와서 영국군이 접근하고 있다는 경고를 받았다. 앨런은 몬트리올 시민들에게 전달할 메시지를 상인에게 써준 후, 5월 21일 타이컨더로가로 돌아왔고, 영국군이 도착하자마자 생장을 떠났다. 앨런이 도착하는 병사들로부터 서둘러 탈출하는 바람에 세 명이 뒤에 남겨졌는데, 한 명은 붙잡혔지만 나머지 두 명은 결국 육로로 남쪽으로 돌아왔다.

## 여파

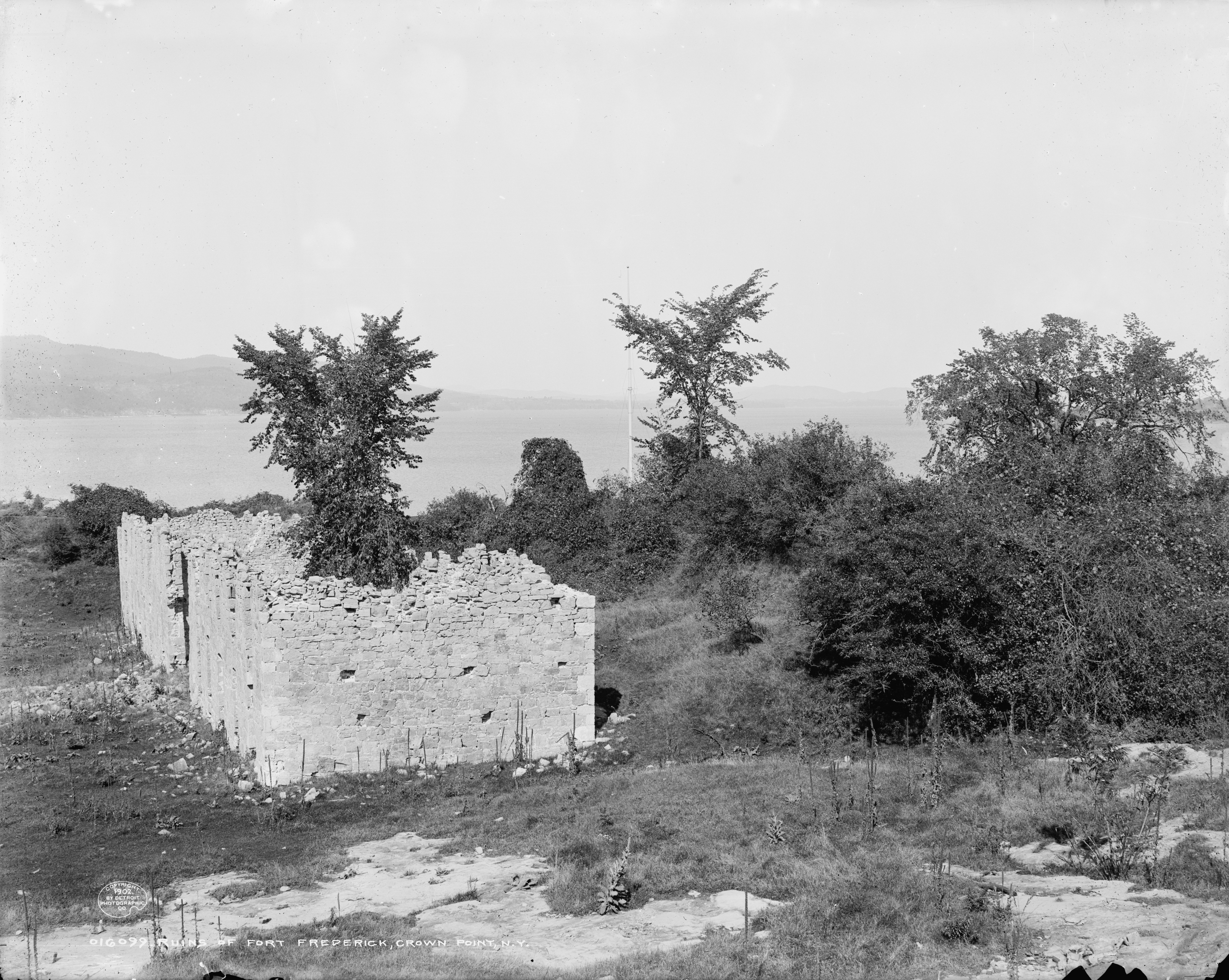
1902년에 촬영된 크라운 포인트 요새 유적 사진

이선 앨런과 그의 부하들은 결국 타이컨더로가에서 멀어졌고, 특히 술이 바닥나자 더욱 그러했으며, 아놀드는 크라운 포인트 기지에서 대부분의 업무를 통제했다. 그는 두 척의 대형 선박 장착을 감독했으며, 결국 해박한 선원 부족으로 엔터프라이즈의 지휘를 맡았다. 그의 병사들은 타이컨더로가의 막사를 재건하기 시작했고, 두 요새의 잔해에서 무기를 꺼내고 그들을 위한 포가를 만드는 작업을 했다.
코네티컷은 약 1,000명의 병력을 벤자민 힌맨 대령의 지휘 아래 타이컨더로가를 점령하도록 보냈고, 뉴욕 또한 북쪽에서 예상되는 영국군의 공격에 대비하여 크라운 포인트와 타이컨더로가를 방어하기 위해 민병대를 모집하기 시작했다. 힌맨의 병력이 6월에 도착하자, 다시 한번 지휘권 충돌이 발생했다. 매사추세츠 위원회에서 아놀드에게 보낸 통신 중 어느 것도 그가 힌맨의 지휘를 받아야 한다고 지시하지 않았고, 힌맨이 크라운 포인트에 대한 권한을 주장하려 하자, 아놀드는 힌맨의 지시가 타이컨더로가만 포함하고 있었기 때문에 이를 거부했다. 매사추세츠 위원회는 결국 타이컨더로가에 대표단을 보냈다. 그들이 6월 22일에 도착했을 때, 그들은 아놀드에게 힌맨의 지휘를 받아야 한다고 분명히 밝혔다. 아놀드는 이틀 동안 고민한 끝에 자신의 지휘권을 해산하고 임무를 사임한 후 집으로 돌아갔는데, 요새를 점령하려는 노력에 자신의 돈 1,000파운드 이상을 썼다.
의회는 이 사건 소식을 접하자 두 번째 퀘벡 주민들에게 보내는 편지를 작성하여 6월에 또 다른 동정적인 몬트리올 상인인 제임스 프라이스와 함께 북쪽으로 보냈다. 이 편지와 뉴욕 의회에서 보낸 다른 통신들은 목소리 큰 미국 지지자들의 활동과 결합되어 1775년 여름 퀘벡 주민들을 선동했다.
타이컨더로가 함락 소식이 영국에 전해지자 다트머스 경은 "정말 불운한 일이다, 정말 불운한 일이다"라고 썼다.

### 퀘벡의 반향
타이컨더로가와 크라운 포인트 점령 소식, 특히 생장 요새 습격은 퀘벡 주민들을 흥분시켰다. 몬트리올 수비대 책임자 더들리 템플러 대령은 5월 19일 도시 방어를 위한 민병대를 모집하고 인근에 사는 인디언들에게도 무기를 들라고 요청했다. 몬트리올 안팎에서 단 50명의 병사, 대부분 프랑스어권 장원 영주와 하급 귀족,만이 모집되어 생장으로 보내졌지만, 인디언들은 도움을 주지 않았다. 템플러는 또한 앨런의 편지에 대한 응답으로 미국 대의에 동정적인 상인들이 남쪽으로 보급품을 보내는 것을 막았다.
헤이즌으로부터 5월 20일 사건을 통보받은 칼튼 장군은 즉시 몬트리올과 트루아리비에르의 수비대에 생장을 요새화하라고 명령했다. 퀘벡에 주둔하던 일부 병력도 생장으로 보내졌다. 나머지 퀘벡 병력 대부분은 잠재적 침략 위협에 대비하여 오스웨가치까지 서쪽으로 세인트로렌스강을 따라 다양한 다른 지점으로 파견되었다. 칼튼은 그곳에서 주의 방어를 감독하기 위해 몬트리올로 갔고, 퀘벡 시는 부지사 엑토 크라마에에게 맡겼다. 떠나기 전에 칼튼은 퀘벡 주교 장-올리비에 브리앙에게 주의 방어를 지지하는 자체적인 무기 소집을 발표하도록 설득했고, 이는 주로 몬트리올과 트루아리비에르 주변 지역에서 유포되었다.

### 타이컨더로가 근처의 이후 행동

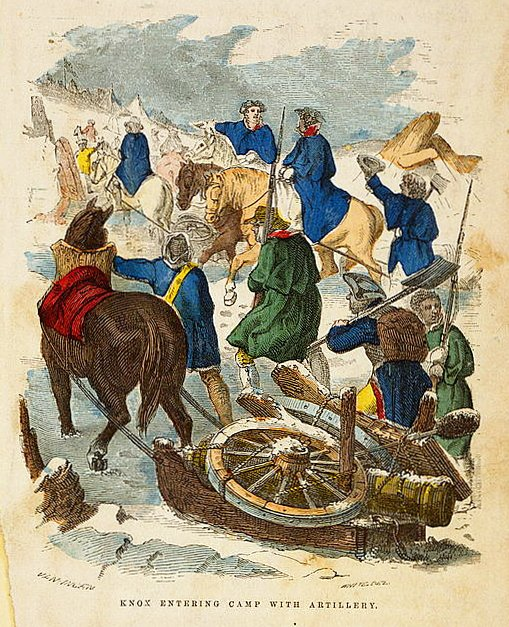
"녹스가 포병대와 함께 야영지에 진입하는 모습"

1775년 7월, 필립 스카일러 장군은 요새를 8월 말에 시작된 퀘벡 침공의 집결지로 사용하기 시작했다. 1775-1776년 겨울, 헨리 녹스는 타이컨더로가 포병대를 보스턴으로 운반하는 것을 지휘했다. 이 포병대는 포위된 도시와 항구에 정박한 영국 선박들을 내려다보는 도체스터 고지에 배치되었고, 이로 인해 영국군은 1776년 3월에 병력과 왕당파 지지자들을 도시에서 철수하게 되었다.
베네딕트 아놀드는 발쿠르섬 전투에서 다시 함대를 이끌었고, 1776년 영국의 요새 재탈환 시도를 저지하는 데 중요한 역할을 했다. 영국군은 1777년 7월 새러토가 전역 중 요새를 재탈환했지만, 버고인의 새러토가 항복 후 11월에 요새를 포기했다.

### 통신 단절
당시 타이컨더로가 요새는 중요한 군사 요새는 아니었지만, 점령은 몇 가지 중요한 결과를 가져왔다. 반군이 이 지역을 통제하게 되면서 퀘벡 주둔 영국군과 보스턴 그리고 나중에 뉴욕 주둔 영국군 사이의 육상 통신 및 보급선이 단절되었고, 이로 인해 영국군 지휘부는 지휘 체계를 조정해야 했다. 이 통신 단절은 아놀드가 생장으로 북상하는 길에 칼튼에서 게이지에게 보낸 메시지를 가로챘다는 사실에서 강조되었는데, 이 메시지에는 퀘벡 주둔 병력의 강도가 자세히 설명되어 있었다. 이전에 단일 사령관의 지휘 아래에 있던 북미 영국군 지휘권은 두 개의 지휘권으로 분할되었다. 칼튼 장군은 퀘벡과 북부 국경 병력에 대한 독립적인 지휘권을 부여받았고, 윌리엄 하우 장군은 대서양 연안 병력의 총사령관으로 임명되었는데, 이는 울프와 애머스트 장군이 프렌치 인디언 전쟁에서 잘 협력했던 방식이었다. 그러나 이 전쟁에서는 두 군대 간의 협력이 문제가 될 것으로 입증되었고, 1777년 새러토가 전역의 실패에 영향을 미쳤는데, 하우 장군은 합의된 북부 전략을 포기하고 존 버고인 장군을 그 전역에서 남부 지원 없이 남겨둔 것으로 보이기 때문이다.

### 앨런과 아놀드 사이의 말다툼

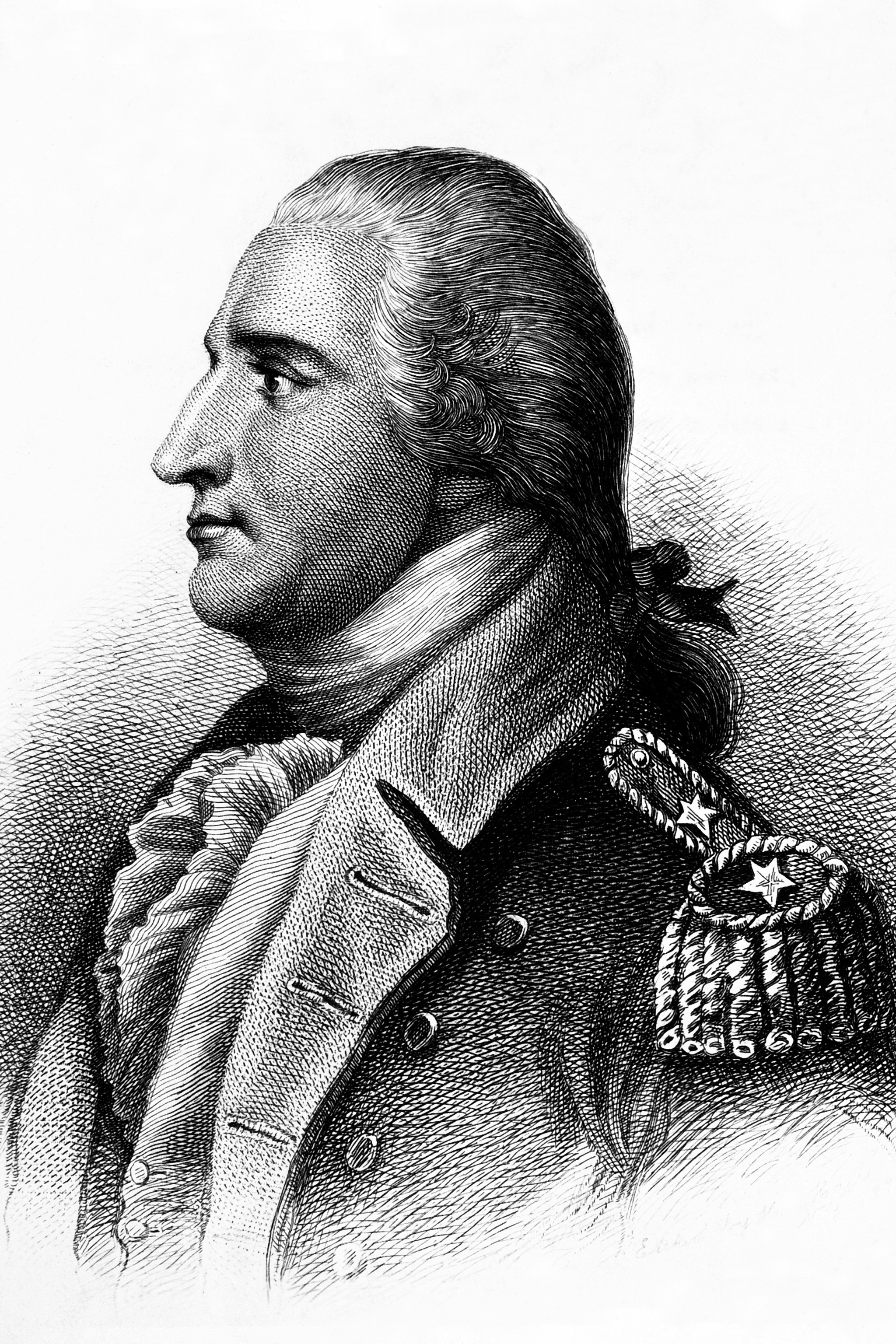
존 트럼불의 작품을 H. B. 홀이 1879년에 출판한 베네딕트 아널드의 판화

요새가 점령된 날부터 앨런과 아놀드는 서로 작전에 대한 공로를 최대한 자신에게 돌리려는 말다툼을 시작했다. 앨런과 그의 부하들에게 어떤 권한도 행사할 수 없었던 아놀드는 사건과 행동에 대한 일기를 쓰기 시작했는데, 이는 앨런에 대해 매우 비판적이고 무시하는 내용이었다. 앨런 역시 행동 직후 며칠 동안 회고록을 쓰기 시작했다. 몇 년 후에 출판된(참조 더 읽을거리) 회고록에는 아놀드가 전혀 언급되지 않는다. 앨런은 또한 사건에 대한 여러 버전을 썼고, 존 브라운과 제임스 이스턴이 뉴욕, 코네티컷, 매사추세츠의 다양한 의회와 위원회에 가져갔다. Randall (1990)은 이스턴이 아놀드와 앨런이 쓴 설명을 매사추세츠 위원회에 가져갔지만, 편리하게도 아놀드의 설명을 도중에 잃어버려, 사건에서 자신의 역할을 크게 미화한 앨런의 버전이 선호되도록 했다고 주장한다. Smith (1907)는 이스턴이 아놀드의 지휘권을 자신에게 주장하는 데 관심이 있었을 가능성이 매우 높다고 지적한다. 이스턴과 아놀드 사이에는 분명히 좋은 감정이 없었다. 앨런과 이스턴은 6월 10일 크라운 포인트로 돌아와 아놀드가 호수에서 함대와 함께 있는 동안 전술 회의를 소집했는데, 이는 군사 규약을 명백히 위반한 것이었다. 이제 자신의 병사들이 수비대를 장악하고 있던 아놀드가 자신의 권한을 주장하자 이스턴은 아놀드를 모욕했고, 아놀드는 이에 결투를 신청하며 응수했다. 아놀드는 나중에 "신사처럼 칼을 빼기를 거부하자, 그는 옆에 칼을 차고 주머니에 장전된 권총 케이스를 가지고 있었으므로, 나는 그를 매우 격렬하게 발로 차고 포인트에서 물러나라고 명령했다."라고 보고했다.

## 같이 보기
- 미국 독립 전쟁의 전투 목록

## 내용주
1. ↑  이 시점까지 미국인들이 벌인 모든 전투는 방어적인 성격이었다. 예를 들어 렉싱턴 콩코드 전투가 그렇다.
2. ↑  Pell (1929), p. 81, 문서 증거가 없다고 주장한다. Boatner (1974) (pp. 1101–1102)는 워드가 아놀드가 단지 앨런 옆에서 행진할 권리만을 가졌다고 믿지만, 앨런 프렌치는 1775년 타이컨더로가 점령에서 다르게 주장한다고 언급한다. Bellesiles (1995), p. 117, 앨런이 아놀드를 달래기 위해 행렬 선두에서 행진할 권리를 제안했다고 주장한다.

## 참고 자료
- Bellesiles, Michael A (1995). 《Revolutionary Outlaws: Ethan Allen and the Struggle for Independence on the Early American Frontier》. Charlottesville, Virginia: University of Virginia Press. ISBN 978-0-8139-1603-3.
- Boatner, Mark Mayo III (1974). 《Encyclopedia of the American Revolution》 revis판. New York: McKay. ISBN 0-8117-0578-1.
- Chipman, Daniel (1848). 《Memoir of Colonel Seth Warner》. Middlebury, Vermont: L. W. Clark. OCLC 4403351.
- Chittenden, Lucius Eugene (1872). 《The Capture of Ticonderoga: Annual Address Before the Vermont Historical Society Delivered at Montpelier, Vt., on Tuesday Evening, October 8, 1872》. Montpelier, Vermont: Vermont Historical Society. ISBN 0-7884-0802-X. OCLC 181111316.
- Drake, Francis Samuel (1873). 《Life and correspondence of Henry Knox: Major-General in the American Revolutionary Army》. Boston: S.G. Drake. OCLC 2358685.
- French, Allen (1911). 《The Siege of Boston》. New York: Macmillan. ISBN 0-659-90572-8. OCLC 3927532.
- Gage, Thomas (1931). 《The correspondence of General Thomas Gage, volume 1》. Yale University Press. ISBN 978-0-208-00812-1.
- Jellison, Charles A (1969). 《Ethan Allen: Frontier Rebel》. Syracuse, New York: Syracuse University Press. ISBN 0-8156-2141-8.
- Lanctot, Gustave (1967). 《Canada and the American Revolution 1774–1783》. London: 하버드 대학교 출판부. OCLC 70781264.
- Mackesy, Piers (1993). 《The War for America: 1775–1783》. Lincoln, Nebraska: University of Nebraska Press. ISBN 0-8032-8192-7.
- Morrissey, Brendan (2000). 《Saratoga 1777: Turning Point of a Revolution》. Oxford: Osprey Publishing. ISBN 978-1-85532-862-4.
- Nelson, James L. (2006). 《Benedict Arnold's Navy: The Ragtag Fleet that Lost the Battle of Lake Champlain But Won the American Revolution》. Camden, Maine: McGraw-Hill Professional. ISBN 978-0-07-146806-0.
- Nelson, Paul David (2000). 《General Sir Guy Carleton, Lord Dorchester: Soldier-statesman of Early British Canada》. Madison, New Jersey: Fairleigh Dickinson Univ Press. ISBN 978-0-8386-3838-5.
- Pell, John (1929). 《Ethan Allen》. Boston: Houghton Mifflin. ISBN 978-0-8369-6919-1.
- Phelps, Oliver Seymour; Servin, Andrew T. (1899). 《The Phelps family of America and their English ancestors, with copies of wills, deeds, letters, and other interesting papers, coats of arms and valuable records (two volumes)》. Pittsfield, Massachusetts: Eagle Publishing Company. OCLC 39187566.
- Randall, Willard Sterne (1990). 《Benedict Arnold: Patriot and Traitor》. New York: William Morrow. ISBN 1-55710-034-9.
- Smith, Justin Harvey (1907). 《Our Struggle for the Fourteenth Colony: Canada, and the American Revolution, Volume 1》. New York: G.P. Putnam's Sons. ISBN 978-0-306-70633-2. OCLC 259236.
- Van Tyne, Claude Halstead (1905). 《The American Revolution, 1776–1783》. New York: Harper & Brothers. OCLC 23093734.
- Vermont Historical Society (1871). 《Collections of the Vermont Historical Society vol. 2》. Montpelier, Vermont: Vermont Historical Society. OCLC 19358021.
- Ward, Christopher (1952). 《The War of the Revolution》. New York: Macmillan. ISBN 1-56852-576-1. OCLC 425995.
- Wilson, Barry (2001). 《Benedict Arnold: A Traitor in Our Midst》. Montreal: McGill-Queen's Press. ISBN 978-0-7735-2150-6.

## 더 읽을거리
- Allen, Ethan (1849). 《Ethan Allen's Narrative of the Capture of Ticonderoga: And of His Captivity and Treatment by the British》. Burlington, Vermont: C. Goodrich and S. B. Nichols. ISBN 0-665-22135-5. OCLC 17008777.
- French, Allen (1928). 《The Taking of Ticonderoga in 1775: The British Story; A Study of Captors and Captives》. Cambridge, Massachusetts: Harvard University Press. OCLC 651774.